# Rui Naiwei
Rui Naiwei ( 芮迺偉T,  芮迺伟 S,  Ruì Nǎiwěi P; Shanghai, 28 dicembre 1963) è una giocatrice di go cinese attiva in Corea del Sud, Stati Uniti e Cina. È probabilmente la giocatrice di Go più forte di cui si abbia notizia ed è l'unica donna ad aver vinto titoli di Go open di alto livello (il Guksu del 1999 e la Coppa Maxim nel 2003).

## Biografia
È nata a Shanghai, in Cina, e vive a Seul, Corea del Sud, con suo marito Jiang Zhujiu, anch'egli professionista 9 dan. Rui e Jiang partecipano attivamente ai tornei coreani. Sono la prima coppia di goisti professionisti entrambi 9 dan.
Dopo aver iniziato a giocare nel 1975 circa (all'età di 11 anni, l'età in cui altri giocatori diventano professionisti) è diventata una professionista per la Zhongguo Qiyuan nel 1985, per poi essere promossa fino a 7 dan quello stesso anno. Ha raggiunto il livello di 9 dan nel 1988, diventando la prima donna in assoluto a raggiungere quel grado.
Nel 1989 ha lasciato la Cina e si è trasferita in Giappone. Anche se la Nihon Ki-in non le ha permesso di giocare in nessun torneo giapponese, è stata in grado di arrivare alle semifinali della Coppa Ing nel 1992. Ha trascorso diversi anni nella San Francisco Bay Area con il marito, poi si è trasferita in Corea del Sud (con l'aiuto di Cho Hun-hyun 9-dan), dove ha dominato gli eventi femminili e ha vinto due eventi aperti, sempre in precedenza vinti dagli uomini: la 43 edizione del Guksu (1999) e la Maxim Cup (2004).
Lo stile di Rui tende ad essere estremamente aggressivo e spesso caratterizzato da semeai su larga scala.

## Palmarès
| Titoli                           | Primi posti                          | Secondi posti        |
| Nazionali                        | Nazionali                            | Nazionali            |
| -------------------------------- | ------------------------------------ | -------------------- |
| Guksu (open)                     | 1 (1999)                             | 1 (2000)             |
| Coppa Maxim (open)               | 1 (2004)                             | 1 (2003)             |
| Myungin femminile                | 10 (2001-2003, 2005-2011)            | 1 (2003)             |
| Guksu femminile                  | 8 (2000-2002, 2006, 2007, 2009-2011) | 1 (2003)             |
| Kisung femminile                 | 14 (2006-2008, 2011)                 |                      |
| Coppa LG Refined Oil (open)      |                                      | 1 (2000)             |
| Individuale nazionale femminile  | 4 (1986–1989)                        |                      |
| Coppa Jianqiao                   | 2 (2013, 2017)                       | 1 (2012)             |
| Torneo nordamericano dei maestri |                                      | 3 (1996, 1999, 2000) |
| Totale nazionali                 | 27                                   | 9                    |
| Internazionali                   |                                      |                      |
| Coppa Bingsheng                  |                                      | 2 (2012, 2014)       |
| Coppa Jeongganjang (a squadre)   | 2 (2003, 2005)                       | 2 (2008, 2011)       |
| Coppa Hungchang                  | 2 (2000, 2001)                       |                      |
| Coppa Eastern Arilines           | 1 (2000)                             |                      |
| Coppa Bohae                      | 3 (1994, 1996, 1997)                 |                      |
| Totale Internazionali            | 8                                    | 4                    |